# Masoveria de Sobrevia
La Masoveria de Sobrevia és una masia de Seva (Osona) inclosa a l'Inventari del Patrimoni Arquitectònic de Catalunya.

## Descripció
Edifici principal de mitjanes proporcions, però amb diversos edificis auxiliars que donen al conjunt un aspecte rectangular.
L' entrada és rectangular de pedra treballada i acabada en una llinda amb data 1779. Totes les finestres són de pedra treballada i en una d' elles trobem la data en la llinda de l'any 1650. Davant la casa hi ha una cabana, i darrere aquesta una era. A la dreta de la casa un abeurador amb la data 1868.

## Història
L' antiga casa de Sobrevia, la trobem esmentada en el cens de 1626 (conegut sols pel Bisbat de Vic), i en el Nomenclàtor de la província de Barcelona de l'any 1860.